# Santuario della Madonna della Salute (Mestre)
Il santuario della Madonna della Salute è un luogo di culto cattolico di Mestre, nel patriarcato di Venezia. La chiesa, di antica fondazione ma ricostruita in forme neogotiche, era intitolata a Santa Maria della Speranza ma, per la pregressa devozione popolare, era già stata ufficialmente dedicata alla Beata Vergine della Salute nel 1753, titolo con cui è stata elevata ufficialmente a Santuario diocesano nel 2017.

## Storia
Anticamente era l'oratorio dell’Ospedale della Confraternita dei Battuti nato nel 1314 a seguito della donazione di Mabilia. Se comunque un luogo di preghiera sia lì esistito fin dalle origini le prime notizie scritte di una giexia delo spedal risalgono al 1487. Ma come si evince dal verbale della visita pastorale del vescovo di Treviso nel 1634 si trattava solo di un oratorio sufficiente per la preghiera degli ospiti dello hospitale ma non vi si celebravano messe. Il fatto che i poveri ospiti dovessero attraversare il paese per poter assistere ad una funzione in una chiesa non era cosa gradita ai paesani. Così i confratelli chiesero al vescovo Bartolomeo Gradenigo di autorizzare gli uffici religiosi nel loro piccolo edificio. Elevato l'oratorio a chiesa, la prima messa fu celebrata il 15 agosto 1676. A testimonianza di questo provvedimento rimane la lapide conservata all’interno della chiesa ma il diritto ormai acquisito fu sancito ufficialmente solo nel 1777 dal vescovo Paolo Francesco Giustinian. Nel frattempo tra il 1727 ed il 1759 si era provveduto al restauro e all'ampliamento che aveva conferito alla chiesa un aspetto classicheggiante con la piccola facciata coronata da un timpano e caratterizzata da un ampio portico. 

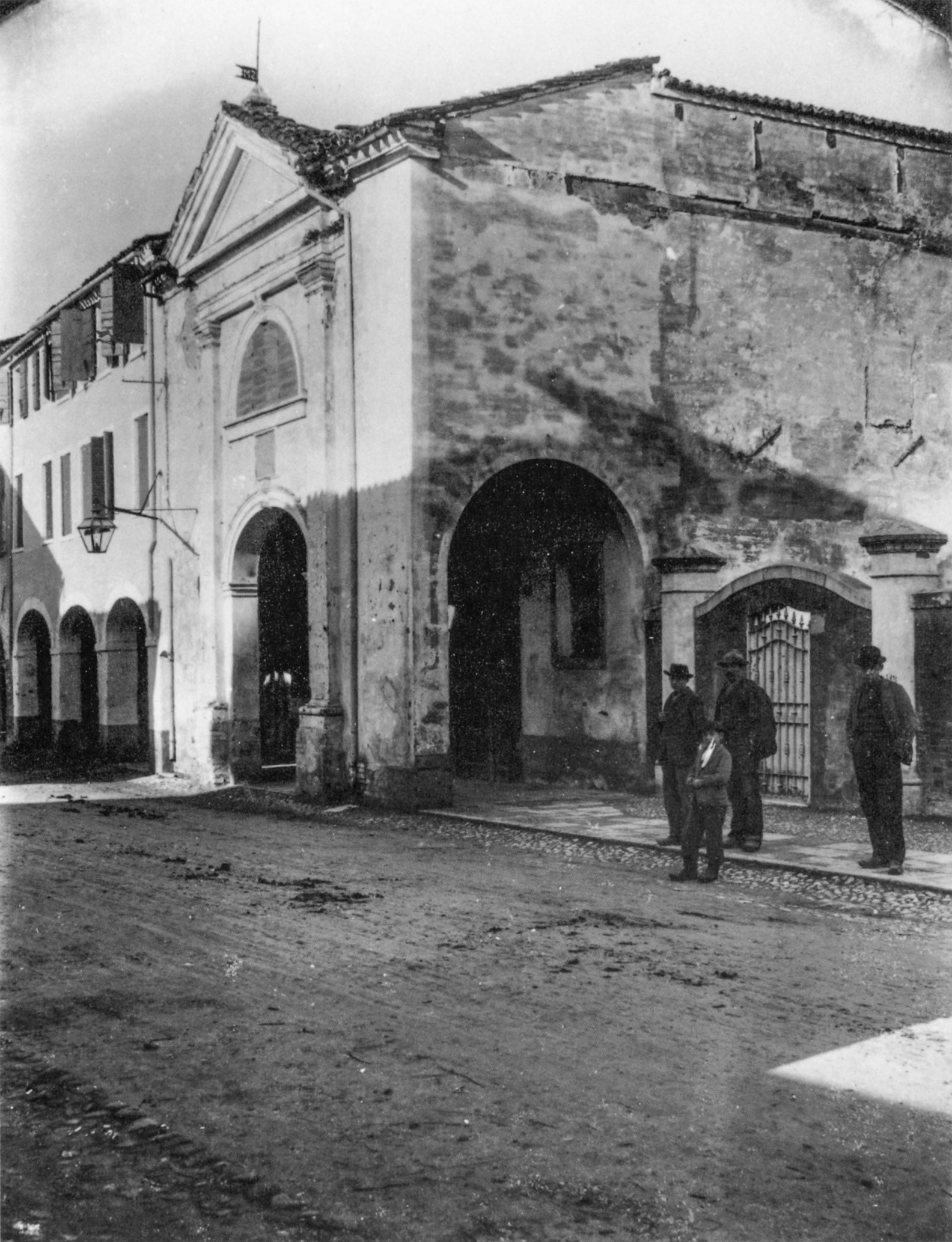
La chiesa settecentesca prima della demolizione.

La caduta della Repubblica di Venezia nel 1797 e l’alternanza delle occupazioni francese e austriaca, portarono prima alla spoliazione delle poche ricchezze della chiesa. Soppressa dai decreti napoleonici la Scuola dei Battuti nel 1806 l’ospedale passò alla gestione della neoistituita Congregazione di carità. Nel 1825 la chiesetta era denominata Santa Maria nel Borgo dei Tedeschi ed il suo cappellano era definito «mansionario quotidiano e curato dei Ricoverati nel Pio Luogo di vecchi e orfani».
Il legame con la devozione popolare non si dissolse e le celebrazioni della Madonna della Salute il 21 novembre nel giorno della Presentazione della Beata Vergine Maria, una vera e propria sagra paesana continuarono organizzate da comitati spontanei. 
Nel 1886 l'amministrazione dell'ospedale decise di rifare la chiesa, il progetto fu affidato dapprima all'ingegnere Costante Gris per ripiegare poi sul giovane architetto Raffaele Cattaneo, esponente della corrente storicista. Questi morì prematuramente nel 1889 lasciando però i disegni completi per il nuovo edificio che, come narrato da Francesco Scipione Fapanni, rimasero esposti nella vecchia chiesetta. 
In realtà il raffinato progetto «in stile veneto-bizantino» di Cattaneo era lontano dalle modeste richieste dell'ente, molto più grande di un tempio destinato a poche decine di fedeli e, con il suo elaborato disegno, troppo costoso. Tuttavia, pensato per l'intera città piuttosto che per la sola istituzione, piacque alla direzione. Tuttavia a causa della nuova legislazione e per la insufficiente sottoscrizione pubblica nonché le lentezze burocratiche il progetto rimase bloccato per anni. Alla fine fu autorizzata solo la demolizione della vecchia chiesa nel 1898. Poi nel 1900 si decise di riassegnare l'incarico all'ingegnere a Eugenio Mogno che, dopo aver presentato un nuovo progetto troppo costoso, fu incaricato nel 1903 per una progettazione più economica ma esemplata, come per un dovuto omaggio al defunto progettista, sulla base di un altro diverso lavoro di Cattaneo, la cappella dell'Istituto Zanotti di Treviso. La chiesa ora di aspetto neogotico fu così fu riaperta nel 1906.
L’espansione urbanistica di Mestre e quindi l’aumento di popolazione, soprattutto nel secondo dopoguerra, vide la necessità di costituire nuove parrocchie anche frazionando le esistenti (ne furono istituite 12 nel solo territorio di quella di San Lorenzo nei primi due decenni dopo la guerra). Poco più tardi, nel 1978, fu creata una nuova parrocchia anche attorno alla chiesa della Madonna della Salute, questa volta sotto il titolo di Santa Maria della Speranza. Nacque quindi l’esigenza di ampliare l’edificio per la comodità dei fedeli e, pur rimanendo la proprietà dello stabile all'istituzione ospedaliera, nel 1982 furono aggiunte le due basse navate laterali che la definiscono.
Nel 2017, a causa della riduzione della popolazione nel quartiere e il persistente difetto di un vicino patronato, il patriarca Francesco Moraglia ha decretato la cessazione della funzione parrocchiale della chiesa e al contempo la ha elevata a Santuario diocesano delle Madonna della Salute. 
Nel 2018 l'edificio fu oggetto di un accurato restauro sia nella parte strutturale sia per le opere contenute.

## Descrizione
La facciata della chiesa appare a salienti, con i mattoni faccia a vista e coronata da gugliette a edicola ispirata alle chiese veneziane degli ordini mendicanti veneziani. Al centro il portale si sviluppa in altezza formare una finestra ogivale traforata a trifora, All'interno le navate laterali sono aperte da archi fortemente ribassati e il presbiterio è illuminato da alte finestre a sesto acuto. 

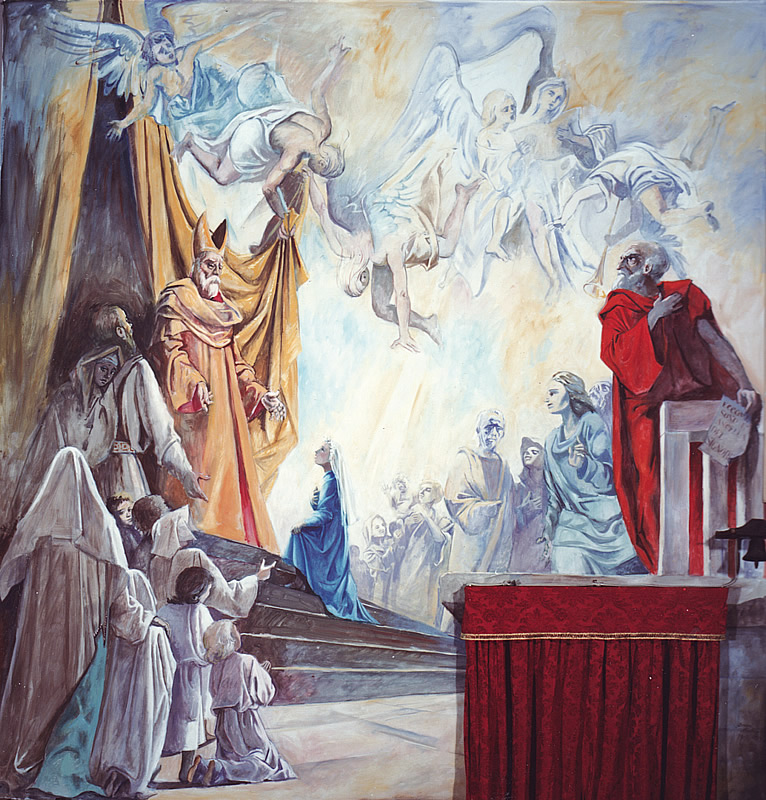
Ernani Costantini, Presentazione al Tempio, 1989, acrilico, Venezia Mestre, santuario della Madonna della Salute

Ma al momento dell’elevazione a parrocchia poche opere rimanevano ad ornare l’interno della chiesa. Quelle antiche sono tutte di autori ignoti e di datazione incerta: tra i tre crocifissi, si distingue, pur nella sua semplicità quasi vernacolare, quello pensile dipinto su tavola sospeso davanti al presbiterio. Alcuni affreschi dipinti del secondo dopoguerra versavano già in cattivo stato. Al primo parroco si pose quindi la necessità di integrare le scarne decorazioni con nuovi lavori, tutti prevalentemente riferiti al culto mariano. 
Lo scultore Gianni Aricò nel 1984 fuse le sei formelle bronzee della nuova porta principale: le due in alto rappresentano le attività dell’antico hospitale, le due centrali l’Annunciazione alla Vergine e in basso a sinistra la Madonna che accoglie i fedeli e a destra, a ricordo del vecchio asilo annesso, i bambini che giocano. 
Nel 1975 il maestro vetraio Anzolo Fuga aveva realizzato la Madonna della Speranza, una scultura in vetroformato per la chiesa provvisoria della parrocchia, disposta al fondo della navata destra verso la facciata, nel 1986 realizzò le vetrata dello Sposalizio della Vergine per la grande finestra in controfacciata e l'anno successivo i profeti Isaia ed Elia per le piccole finestre della navata destra. Una terza piccola vetrata con Geremia attende ancora una collocazione. 
A Giuseppe Romanelli si deve la piccola Pietà a bassorilievo sopra la porta della sagrestia.
Il pittore Ernani Costantini intervenne a più riprese con ampie pitture murali, iniziando (1985) con la Incoronazione di Maria e L’Annunciazione e I Santi Protettori di Venezia e di Mestre sulla parete dell'arco trionfale del presbiterio, I dodici Apostoli (1986) sopra le arcate delle navate, La cena In Emmaus sul nuovo altare del Santissimo Sacramento in testa alla navata destra (1987), La presentazione della Vergine al tempio (1989) sulla parete sinistra del presbiterio, L’Assunta, la Natività, la Crocifissione (1991) in controfacciata. Sempre di Costantini è la Via Crucis su tela (1983/1986) trasferita qui dal Museo Diocesano.